# Estrecho de Sánnikov
El estrecho de Sánnikov  (en ruso: пролив Санникова; proliv Sánnikova) es un estrecho situado en las costas siberianas del Ártico, que separa las aguas del mar de Láptev, al oeste, de las del mar de Siberia Oriental, al este.
Administrativamente, toda la zona pertenece a la República de Saja (Yakutia) de la Federación de Rusia.
Lleva su nombre en honor del explorador ruso del ártico, Yákov Sánnikov (1780-después de 1812), uno de los exploradores de las islas de Nueva Siberia.

## Geografía
El estrecho de Sánnikov separa dos grupos de islas del archipiélago de Nueva Siberia: al norte, las islas Anzhu y al sur, las islas Lyakhovsky. En concreto, el estrecho, con una anchura de 50 km, separa la isla Kotelny, al norte, de la isla Pequeña Lyakhovsky, al sur.
El mar de Láptev y el mar de Siberia Oriental están también conectados por otro estrecho, el estrecho de Láptev, localizado más al sur, entre la isla Gran Lyakhovsky y el continente. 